# Andraž Pograjc
Andraž Pograjc (Trbovlje, 26 settembre 1991) è un ex saltatore con gli sci sloveno.

## Biografia
In Coppa del Mondo ha esordito il 10 marzo 2013 a Lahti (30°) e ha ottenuto l'unica vittoria, nonché unico podio, il 22 marzo successivo a Planica. Non ha partecipato né a rassegne olimpiche né iridate.

## Palmarès

### Coppa del Mondo
- Miglior piazzamento in classifica generale: 57º nel 2013
- 1 podio (a squadre):
  - 1 vittoria

#### Coppa del Mondo - vittorie
| Data          | Località | Nazione  | Trampolino                                                      |
| ------------- | -------- | -------- | --------------------------------------------------------------- |
| 23 marzo 2013 | Planica  | Slovenia | Letalnica HS215 (con Jurij Tepeš, Peter Prevc e Robert Kranjec) |